# دره‌وزان سفلی
دره‌وزان سفلی(به کردی: دەرۆزان خواروو، Derozan xwrû) روستایی از توابع بخش زیویه در شهرستان سقز است که در استان کردستان ایران قرار دارد.

## جمعیت
این روستا در دهستان صاحب واقع شده و براساس سرشماری سال ۱۳۹۹، جمعیت آن ۱.۶ نفر ( ۱۸خانوار) بوده‌است.